# Jean-Marie Laclavetine
 (février 2025).
Si vous disposez d'ouvrages ou d'articles de référence ou si vous connaissez des sites web de qualité traitant du thème abordé ici, merci de compléter l'article en donnant les références utiles à sa vérifiabilité et en les liant à la section « Notes et références ».
Jean-Marie Laclavetine, né le 17 février 1954 à Bordeaux, est un éditeur, romancier et nouvelliste français.

## Biographie

### Enfance
Installé en Touraine à l'adolescence après une enfance à Bordeaux, après la mutation de son père, cheminot à la SNCF, il y réside toujours. 

### Carrière
En 1981, il publie son premier roman, Les Emmurés aux éditions Gallimard, dans la collection « Le Chemin », animée par Georges Lambrichs. En 1989, il intègre le comité de lecture de Gallimard, mais choisit de rester vivre et travailler dans la touraine. Il a été Président du Centre chorégraphique national de Tours de 1989 à 1993.
En 1999, il décroche le prix Goncourt des lycéens avec son roman Première Ligne, regard ironique sur la vie littéraire.
Parmi ses œuvres : Loin d'Aswerda, 1982, (prix littéraire de la Vocation et prix Max-Barthou de l’Académie française en 1983); Donnafugata, (1987 Prix Valery-Larbaud) ; En douceur, 1991 (prix François-Mauriac) ; Le voyage au Luxembourg, pièce créée par Miou-Miou au Théâtre de Chaillot en janvier 2000, Œil pour œil (argument pour une chorégraphie de J.C. Maillot, création par les Ballets de Monte-Carlo en avril 2001), Le Pouvoir des fleurs (2002), Nous voilà, (2009, Prix du roman historique des Rendez-vous de l'histoire de Blois).
En 1994, il publie Le Rouge et le Blanc ( prix de la nouvelle de l'Académie française), recueil dont le vin est le thème fédérateur.
Son ouvrage Une amie de la famille, un récit autobiographique, a été publié en 2019. Il a été suivi de La Vie des morts, écho au précédent.
Traducteur, on lui doit des traductions d'Alberto Savinio, Giuseppe Antonio Borgese, Leonardo Sciascia, Vitaliano Brancati, Alain Elkan ou Alberto Moravia.
Pendant plusieurs années, Jean-Marie Laclavetine fait partie de la rédaction de Siné Hebdo, devenu Siné Mensuel.
Entre Bordelais et Pays de Loire, le vin occupe une place importante dans son œuvre, tout comme chez Rabelais auquel il a consacré un essai en 1992.
Il vit  à la campagne, dans le sud Touraine.

## Œuvres
- Les Emmurés, Gallimard, 1981 (Prix Fénéon)
- Loin d'Aswerda, Gallimard, 1982 (Prix littéraire de la Vocation et prix Max-Barthou de l’Académie française en 1983)
- La Maison des absences, Gallimard, 1984
- Donnafugata, Gallimard, 1987 (Prix Valery-Larbaud)
- Conciliabule avec la reine, Gallimard, 1989
- En douceur, Gallimard, 1991 (Prix François-Mauriac)
- Rabelais, essai, éditions Christian Pirot, 1992 et 2000
- Gens d'à côté, photos de Jean Bourgeois, éditions Christian Pirot, 1992 (Prix du meilleur livre de la Région Centre)
- Richard Texier, mon cousin de Lascaux, éditions du Cygne, 1993
- Le Rouge et le Blanc, Gallimard, 1994 (Prix de la nouvelle de l'Académie Française 1995[1])
- Demain la veille, Gallimard, 1997
- Port-Paradis avec Philippe Chauvet, Gallimard, 1997
- Richard Texier - Les Dieux de la nuit, Le Temps qu'il fait, 1998
- Écriverons et liserons, dialogue en vingt lettres avec Jean Lahougue, Champ Vallon, 1998
- Première Ligne, Gallimard, 1999 (Prix Goncourt des lycéens)
- Brenne secrète, photographies de Fernand Michaud, Maison du Parc régional de la Brenne, 2000
- Le Pouvoir des fleurs, Gallimard, 2002
- La Loire, mille kilomètres de bonheur, National Geographic, 2002
- Train de vies, Gallimard, 2003
- Matins bleus, Gallimard, 2004
- Voyet, Éditions Christian Pirot, 2005
- Petite Éloge du temps présent, Folio, 2007
- Nous voilà, Gallimard, 2009 (Prix du roman historique des Rendez-vous de l'histoire de Blois[2])
- La Martre et le Léopard : carnets d'un voyage en Croatie, Gallimard, 2010
- Au pays des fainéants sublimes, Gallimard, 2011
- Paris mutuels, éditions La branche coll. « Vendredi 13 », 2012
- Et j’ai su que ce trésor était pour moi, Gallimard, 2016
- Une amie de la famille, Gallimard, 2019
- La vie des morts, Gallimard, 2021

## Prix et distinctions
- Prix Fénéon 1981 pour Les Emmurés
- Prix littéraire de la Vocation 1982 pour Loin d'Aswerda
- Prix Max-Barthou de l’Académie française 1983 pour Loin d'Aswerda
- Prix Valery-Larbaud 1987 pour Donnafugata
- Prix François-Mauriac 1991 pour En douceur
- Prix du meilleur livre de la Région Centre 1992 pour Gens d'à côté, photos de Jean Bourgeois
- Prix de la nouvelle de l'Académie française 1995 pour Le Rouge et le blanc[1]
- Prix Goncourt des lycéens 1999 pour Première Ligne
- Prix du roman historique des Rendez-vous de l'histoire de Blois 2009 pour Nous voilà